# 생존자 죄책감
생존자 죄책감(survivor guilt)은 개인이 임사 또는 다른 사람이 사망했을 때 충격적인 사건에서 살아남은 후 죄책감을 느낄 때 발생한다. 외상 후 스트레스 장애(PTSD)와 관련된 유사한 우울증을 유발할 수 있다. 니더란트(Niederlande)는 많은 홀로코스트 생존자들이 사랑하는 사람의 생존에 대해 느꼈던 처벌의 느낌을 설명하기 위해 처음으로 이 용어를 도입했다. 생존자 죄책감에 대한 경험과 표현은 개인의 심리적 프로필에 따라 달라진다. 정신질환 진단 및 통계 편람 IV(DSM-IV)가 출판되었을 때, 생존자 죄책감은 인식된 특정 진단에서 제거되고 외상 후 스트레스 장애(PTSD)의 중요한 증상으로 재정의되었다. 생존자 죄책감의 역사는 비극적인 상황을 경험하는 많은 집단과 개인 사이에서 유사한 증상을 나타낸다. 환자를 잃고 자신을 비난하는 의료 지원 단체에서도 다른 패턴의 죄책감이 발견된다. 충격적인 사건의 예로는 사랑하는 사람이 세상을 떠난 후 개인이 강렬한 죄책감을 느끼는 상황이 있다. 전쟁과 충격적인 사건으로 인한 사랑하는 사람의 상실은 우울증 및 불안감과 밀접한 관련이 있으며, 이는 나중에 PTSD로 이어질 수 있다. 자살 생각은 충격적인 사건과 관련된 죄책감으로 인한 극심한 불안 및 우울증과 관련이 있다.

## 같이 보기
- 외상 후 스트레스 장애
- 스톡홀름 증후군
- 생존 편향